# Robāţ-e Posht-e Bādām
Robāţ-e Posht-e Bādām (persiska: رباط پشت بادام, پُشتِ بادام, پُشتِ بادُم, Ribāt-i-Pusht-i-Bādām, Pusht-i-Bādām, Posht-e Bādom, Posht-e Bādām, Robāt-e-Posht Bādām, Robāţ-e Khalaf - e Bādām) är en ort i Iran.   Den ligger i provinsen Yazd, i den centrala delen av landet, 500 km sydost om huvudstaden Teheran. Robāţ-e Posht-e Bādām ligger 1 238 meter över havet och antalet invånare är 761.
Terrängen runt Robāţ-e Posht-e Bādām är huvudsakligen kuperad, men den allra närmaste omgivningen är platt.Runt Robāţ-e Posht-e Bādām är det mycket glesbefolkat, med 3 invånare per kvadratkilometer. Det finns inga andra samhällen i närheten. Trakten runt Robāţ-e Posht-e Bādām är ofruktbar med lite eller ingen växtlighet.